# Chevrolet Captiva
Chevrolet Captiva je terenski automobil srednje klase (tzv. crossover SUV) kojeg od jeseni 2006. godine proizvodi General Motorsova južnokorejska podružnica GM Daewoo.
Dolazak ovog modela po prvi put je najavljen na pariškoj izložbi automobila Mondial de l'Automobile u rujnu 2004. godine, kada je tamo predstavljen konceptni terenac nazvan Chevrolet S3X. Serijska inačica nazvana Chevrolet Captiva javnosti je premijerno prikazana na Ženevskom autosalonu u ožujku 2006.
Chevrolet Captiva je rađena prvenstveno za europska tržišta te se pod Chevroletovom značkom prodaje isključivo na tom kontinentu. Captiva ponudu motora i platformu dijeli s modelom Opel Antara, a identičan automobil u Južnoj Koreji je dostupan pod nazivom Daewoo Winstorm. Kao i kod Opel Antare, ponuda motora za Chevrolet Captivu trenutačno se sastoji od dva benzinska i jednog dizelskog motora. Ponuda benzinaca sastoji se od 2,4-litrenog četverocilindarskog motora sa 142 konjske snage i 3,2-litrenog V6 motora s 225 konjskih snaga, dok je jedini dizelaš u ponudi 2-litreni četverocilindarski motor koji uz pomoć turbo punjača razvija 150 konjskih snaga. Dimenzije automobila su također gotovo identične onima Opel Antare, pa je Captiva tako duga 464 cm, široka 185 cm i visoka 173 cm. Jedina značajna razlika u odnosu na Antaru je u tome što je Captivu moguće naručiti i sa sedam sjedala.

## Vanjske poveznice
- Chevrolet Hrvatska  Arhivirana inačica izvorne stranice od 24. listopada 2006. (Wayback Machine)